# (8152) Martinlee
(8152) Martinlee es un asteroide perteneciente al cinturón de asteroides, región del sistema solar que se encuentra entre las órbitas de Marte y Júpiter.
Fue descubierto el 3 de noviembre de 1986 por Antonín Mrkos desde el Observatorio Kleť.

## Designación y nombre
Designado provisionalmente como 1986 VY, fue nombrado en honor de Martin Lee (n. 1964) quien es un investigador de la Universidad de Glasgow. Es un experto en alteración térmica y acuosa de minerales en meteoritos marcianos y condríticos y en los efectos del metamorfismo de choque en los cuerpos progenitores de los meteoritos.

## Características orbitales
(8152) Martinlee está situado a una distancia media del Sol de 2,358 ua, pudiendo alejarse hasta 2,881 ua y acercarse hasta 1,835 ua. Su excentricidad es 0,222 y la inclinación orbital 3,982 grados. Emplea 1322,55 días en completar una órbita alrededor del Sol.

## Características físicas
La magnitud absoluta de (8152) Martinlee es 14,61. Tiene 7,858 km de diámetro y su albedo se estima en 0,064.